# Rio Maior (freguesia)
A Freguesia de Rio Maior, com sede na cidade que lhe dá o nome, é uma freguesia portuguesa do município de Rio Maior, com 82,94 km² de área e 12 515 habitantes (censo de 2021), tendo, por isso, uma densidade populacional de 150,9 hab./km².
Em 1984 foi-lhe desanexada a freguesia de Asseiceira.

## Demografia
A população registada nos censos foi:
Nota: Pelo decreto nº15.271, de 27/03/1928, a povoação de Quintas, da freguesia de S. João da Ribeira, passou a fazer parte desta freguesia. Em 1984 foram desanexados lugares desta freguesia para constituir a freguesia de Asseiceira.
| Ano  | 0-14 Anos | 15-24 Anos | 25-64 Anos | > 65 Anos |
| 2001 | 1862      | 1618       | 6181       | 1871      |
| 2011 | 1899      | 1287       | 6632       | 2187      |
| 2021 | 1737      | 1416       | 6676       | 2687      |

## Lugares
- Abuxanas
- Alto da Serra
- Anteporta
- Arco da Memória
- Arneiro
- Atalaia
- Azinheira
- Bairradas
- Boiças
- Caniceira
- Casais da Alagoinha
- Casais do Cidral
- Casais da Mesquita
- Casais da Serra
- Casais dos Silvas
- Casal do Brejo
- Casal Calado
- Casal Filipe
- Casal da Fisga
- Casal da Longra
- Casalinho
- Cidral
- Cumeira
- Figueredos
- Fonte da Bica
- Freiria
- Lobo Morto
- Marinhas do Sal
- Mata de Baixo
- Pé da Serra
- Quintas
- Quintão
- Senhora da Luz
- Senta
- Vale da Laranja
- Vale de Óbidos
- Várzea
- Venda da Costa
- Venda da Natária

## Bairros
- Bairro do Abum
- Bairro da Chainça
- Bairro da Encosta do Sol
- Bairro Mãe D'Àgua
- Bairro Vale Falante
- Bairro dos Sobreiros
- Bairro das Bastidas
- Bairro Drº Laureano Santos
- Bairro Fonte Lagoa
- Bairro Primavera
- Bairro da Serradinha
- Bairro do Gato Preto
- Bairro do Espanadal
- Bairro da Mina

## Património
- Gruta em Nossa Senhora da Luz
- Villa romana de Rio Maior
- Complexo Mineiro do Espadanal
- Salinas da Fonte da Bica

## Personalidades ilustres
- Conde de Rio Maior e Marquês de Rio Maior